# Holms landskommun, Dalsland
Holms landskommun var en tidigare kommun i dåvarande Älvsborgs län.

## Administrativ historik
Kommunen inrättades i Holms socken i Nordals härad i Dalsland när 1862 års kommunalförordningar trädde i kraft 1863. 1908 bröts Melleruds köping ut ur Holm. 1921 avträddes ytterligare ett område till Melleruds köping.
Vid kommunreformen 1952 återförenades de genom att även den återstående delen av landskommunen gick upp i Melleruds köping som 1971 ombildades till Melleruds kommun.

## Politik

### Mandatfördelning i valen 1938-1946
| 1 | 7 | 8 | 2 | 2 |

| 20 |

| 9 | 8 | 1 | 2 |

| 19 |

| 8 | 8 | 1 | 3 |

| 18 |